# 펀치 아웃!! (1987년 비디오 게임)
《펀치 아웃!!》은 닌텐도가 제작한 복싱 스포츠 게임이다. 《펀치 아웃!!》 시리즈의 세 번째 본편이자 가정용 플랫폼으로 발매된 첫 번째 게임이다. 패밀리 컴퓨터로 개발돼 일본서 1987년 9월 처음 출시됐다.
플레이어는 세계 복싱 챔피언을 노리는 리틀 맥을 조종해 상대방을 쓰러뜨리는 것이 목표이다. 아케이드로 발매됐던 두 전작과는 다른 게임플레이를 채용했다. 십자키와 두 버튼을 이용해 상대방의 공격을 회피하고 주먹을 내지르며, 플레이어가 상대방의 특정행동에 맞춰 공격시 얻는 스타를 통해 어퍼컷 기술을 사용할 수 있다.
《펀치 아웃!!》은 일본에서 선행발매된 후, 미국에서는 최종상대를 당시 복싱선수 마이크 타이슨으로 교체한 판 《마이크 타이슨의 펀치 아웃!!》이 출시돼 전면적으로 게임홍보에 활용했다. 이후 1990년에 발매된 재발매판은 마이크 타이슨과의 계약이 끝나 가상의 선수로 교체했으며 이 판은 이후 버추얼 콘솔같은 디지털 플랫폼으로도 출시됐다.

## 반응
북미 지역에서 《마이크 타이슨의 펀치 아웃!!》의 판매량은 2백만 장 이상이었다. 당시 출시된 패밀리 컴퓨터 게임들 중 이 게임과 《젤다의 전설》만이 이 기록을 보유했다.

## 참조

### 주해
1. ↑  영어: Punch-Out!!, 일본어: パンチアウト!!
2. ↑  영어: Mike Tyson's Punch-Out!!, 일본어: マイクタイソン・パンチアウト!!